# Orthosia dukinfieldi
Orthosia dukinfieldi är en fjärilsart som beskrevs av William Schaus 1903. Artens taxonomi är oklar men den placeras förslagsvis i släktet Orthosia eller Perigrapha och familjen nattflyn. Typlokalen är Sao Paulo i Brasilien.